# Huffmanela lata
Huffmanela lata is een rondwormensoort uit de familie van de Trichosomoididae. De wetenschappelijke naam van de soort is voor het eerst geldig gepubliceerd in 2005 door Justine.